# نیروهای نظامی جوهر
نیروهای نظامی جوهر (انگلیسی: Johor Military Forces) (کوته‌نوشت:JMF) (مالایی: Askar Timbalan Setia Negeri Johor — ATSNJ) یک نیروی نظامی خصوصی در ایالت جوهر و گارد سلطنتی خصوصی سلطان جوهر در مالزی است. نیروهای نظامی جوهر، قدیمی‌ترین واحد نظامی فعال مالزی است که هنوز به فعالیت مشغول است و تنها نیروی نظامی در فدراسیون می‌باشد که توسط یک ایالت حفظ گردیده است. این نیرو تحت کنترل سلطان قرار دارد. محل استقرار این نیرو در کمپ سلطان ابراهیم در جوهر بهرو می‌باشد.